# وارینا حسین
وارینا حسین بازیگر و مدل افغانستانی است که در بالیوود فعالیت می‌کند. او در ۲۳ فوریه ۱۹۹۹ در کابل از پدری با تبار کرد عراقی و مادری افغان به دنیا آمد. وارینا فعالیت بازیگری خود را از سال ۲۰۱۸ آغاز کرد. او به زبان‌های هندی و گجراتی مسلط است. 